# La Duchesse des Folies-Bergère
 (juillet 2022).
Si vous disposez d'ouvrages ou d'articles de référence ou si vous connaissez des sites web de qualité traitant du thème abordé ici, merci de compléter l'article en donnant les références utiles à sa vérifiabilité et en les liant à la section « Notes et références ».
La Duchesse des Folies-Bergère est une pièce de théâtre de Georges Feydeau écrite en 1902 et très peu représentée car elle coutait cher à produire.